# Claudia Testoni
Claudia Testoni (19. prosince 1915, Bologna – 17. července 1998, Cagliari) byla italská atletka.
Na olympiádě v Berlíně v roce 1936 doběhla čtvrtá v běhu na 80 metrů překážek. O dva roky později se stala mistryní Evropy v této disciplíně výkonem 11,6.